# 角田隆雄
角田 隆雄（つのだ たかお、1901年（明治34年） - 1941年（昭和16年）2月5日）は、日本の海軍軍人。
大角岑生海軍大将等と共に中華民国広東省の黄揚山で飛行機墜落により殉職。海軍中佐で殉職したため、1階級特進により最終階級は海軍大佐・正五位・勲三等となった。

## 経歴
1901年、東京府東京市麻布区本村町に生まれる。東京府立第一中学校を経て、1922年（大正11年）7月、海軍兵学校の第50期を卒業した。翌年の1923年、海軍少尉に任官した。1925年、海軍中尉となり、沖風の水雷長を務めた。1927年12月1日、海軍大尉に進み、海軍航海学校高等科の学生となる。翌年の1928年12月には、杉の乗員となった。1934年（昭和9年）、海軍少佐に進み、那智の水雷長や浅間の分隊長となった。1936年12月には、第二艦隊の参謀を務めた。1939年（昭和14年）、海軍中佐に昇り、翌年の1940年、阿部信行中華民国特派大使の随員となる。これに引き続き中華民国在勤帝国大使館附武官補佐官を務める。
1941年、大角岑生大将の中国視察に随行し、広州から飛行機で飛び立ち消息不明となる。その後、広東省西江下流西岸の黄揚山にて墜落した機体が発見され、乗員全員の死亡が確認された。享年41。同年2月17日、彼らの遺骨は羽田飛行場に到着した。2月20日、築地本願寺で海軍合同葬として葬儀が執り行われた。